# Kecamatan Karanganyar (distrikt i Indonesien, lat -7,61, long 109,58)
Kecamatan Karanganyar är ett distrikt i Indonesien.   Det ligger i provinsen Jawa Tengah, i den västra delen av landet, 300 km sydost om huvudstaden Jakarta.